# Level 3 Communications
Level 3 Communications est une société américaine spécialisée dans les télécommunications et informations dont le siège social se situe à Broomfield dans le Colorado. Elle est présente sur les marchés américains et européens. C'est l'un des plus importants opérateurs de télécommunications Internet. La société est cotée au NASDAQ.

## Histoire
En juin 2014, Level 3 annonce l'acquisition de TW Telecom, une entreprise possédant un réseau de fibre optique notamment à destination des entreprises, pour 5,6 milliards de dollars.
En octobre 2016, CenturyLink annonce l'acquisition de Level 3 Communications pour 24 milliards de dollars.
L'entreprise dispose de plusieurs câbles dont Yellow.

## En France

Réseau en fibre optique de Level 3 en France.